# Hostal Parc
L'Hostal Parc és una obra eclèctica d'Arbúcies (Selva) inclosa a l'Inventari del Patrimoni Arquitectònic de Catalunya.

## Descripció
Es tracta d'un gran edifici, format per varis cossos que es troba dins el Parc Mongé, envoltat per jardins, sobretot a la part posterior.
El cos principal és una gran construcció de quatre plantes i teulada a quatre vessants, on destaquen dues glorietes semicirculars amb finestrals i columnes amb capitells decorats amb motius vegetals a cada extrem de la façana. Les obertures són rectangulars però al segon pis n'hi ha alguna d'arc de mig punt. A la part central hi ha una balconada amb barana de ferro, i damunt de cada glorieta, una petita terrassa amb barana feta d'obra de motius ornamentals.
L'ala de la part esquerra d'aquest cos principal, és on hi ha el restaurant. Es tracta d'un cos rectangular, també cobert a quatre vessants i de dues plantes a la part davantera, i tres plantes a la posterior. Té dues entrades: una per la part de la carretera, amb un arc de mig punt i un cos afegit amb teulada a dues vessants que fa d'entrada i petit porxo, aquesta va directament al bar; i l'altra entrada es troba al lateral, dins el pati davant la casa, també té la porta coberta per uan teulada a doble vessant però l'obertura és rectangular. Dona accés al vestíbul i recepció de l'Hostal, des d'on una escala amb barana de fusta puja al pis superior.
A l'interior de l'edifici es conserven les grans obertures amb arcs de mig punt i les motllures que decoren sostres i parets.
A la part posterior des del menjador, es surt a una terrassa, des d'on s'aprecien els jardins de Can Badés, o l'anomenat també Parc Mongé.

## Història
L'edifici ja es va concebre com a Hostal i no ha deixat mai de ser-ho. En un extrem del cos principal, avui tancat, i una mica elevat, hi ha una gran bassa que abans havia estat la picina pública d'Arbúcies. Per no reunir les condicions sanitàries, es va tancar i actualment, en un terreny de la mateixa finca, per la part de darrere de l'hostal, a pocs metres, hi ha una piscina de nova construcció, pels clients de l'Hostal.